# Шипоту (Поноареле)
Шипоту (рум. Șipotu) насеље је у Румунији у округу Мехединци у општини Поноареле. Oпштина се налази на надморској висини од 457 m.

## Становништво
Према подацима из 2002. године у насељу је живело 215 становника, од којих су сви румунске националности.